# 密碼盤

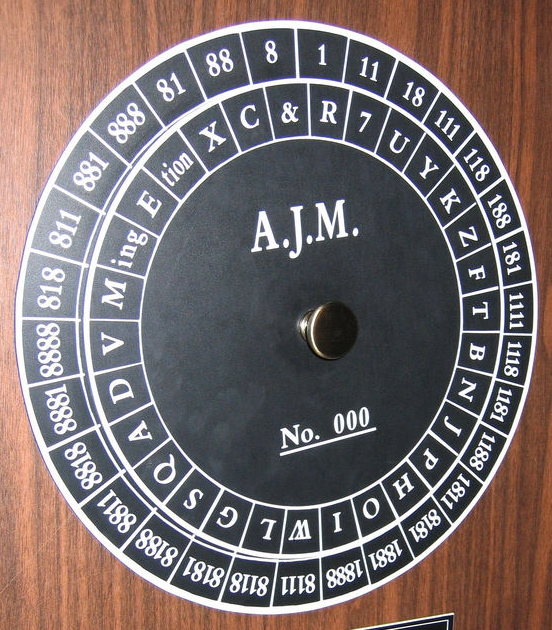
The Union這個從美國南北戰爭留下的密碼盤，直徑大約95mm，它由兩個同心可旋轉的盤子裝在一的中心點所組成。圓周被等分成三十等分 The smaller inner disk contained letters, terminations and word pauses, while the outer disk contained groups of signal numbers. For easier recognition, the number eight represented two. The initials A.J.M. represent the Chief Signal Officer General Albert J. Myer. Each disk had a control number used for accountability.

這個從美國南北戰爭留下的密碼盤，直徑大約95mm，它由兩個同心可旋轉的盤子裝在一的中心點所組成。圓周被等分成三十等分
較小的密碼盤寫著英文字母。

在1470年，義大利建築師和莱昂·巴蒂斯塔·阿尔伯蒂（作者）合作開發了一個可以編碼、解碼的密碼盤。他構想出一個裝置，由兩個同心的圓盤相疊組成，較大的盤子叫"Stationary"以及較小的盤子叫"Moveable"因為較小的盤子可在較大的盤子上轉動。

## 種類
密碼盤在基本型上有許多小變化。有時候會用每個字母所相應的組合數字去取代外盤的數字。為了使編碼後的文字特別難破解，專業版的密碼盤只會2位數去當組合數字。